# Soplo cardíaco funcional
Un soplo cardíaco funcional es aquel sonido que se produce al pasar la sangre por las arterias functional murmur en el Diccionario Médico de Dorland</ref>
El término se usa desde mediados del siglo XIX.